# Arroyo del Ojanco

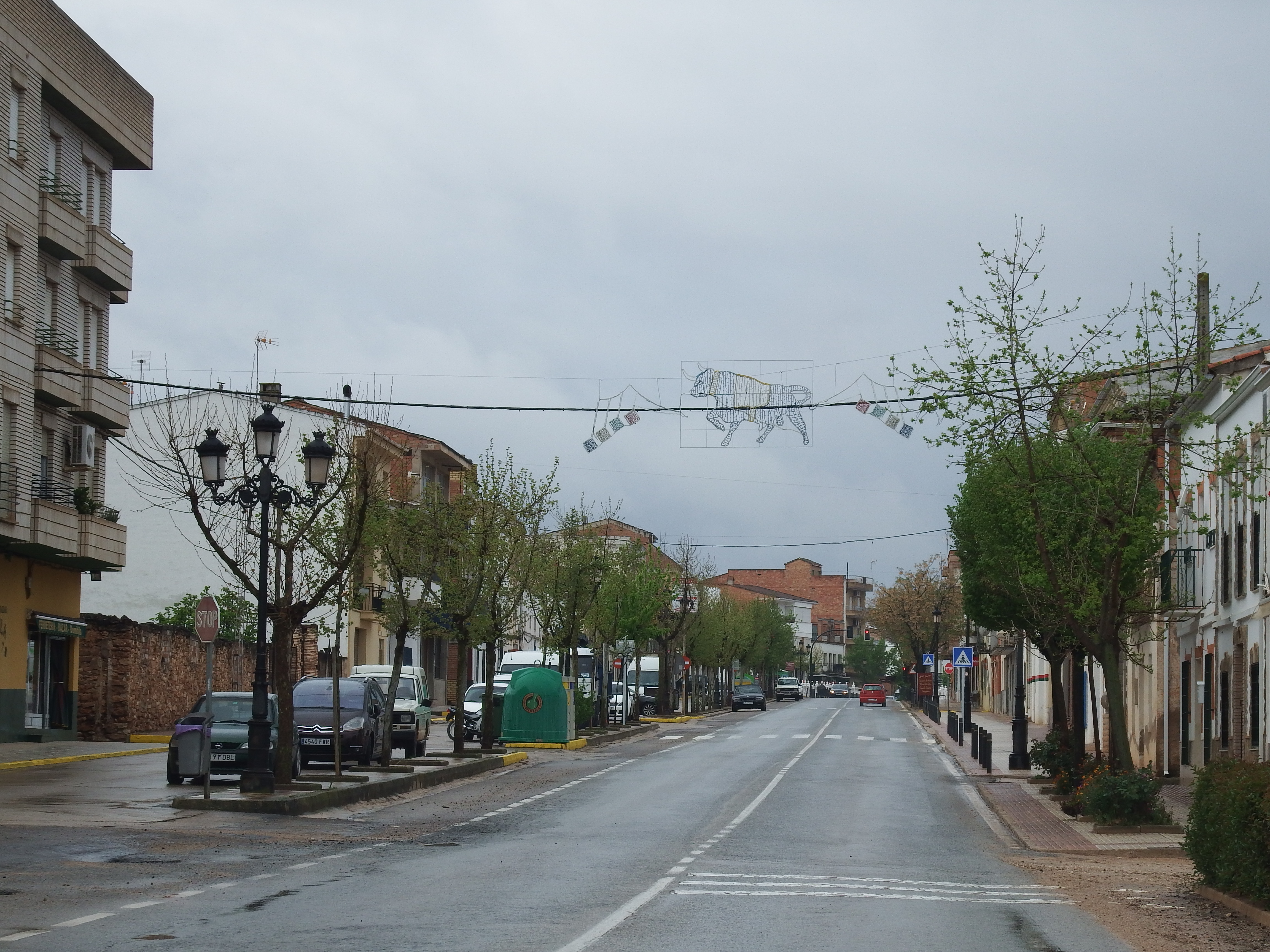
Arroyo del Ojanco

Arroyo del Ojanco is een gemeente in de Spaanse provincie Jaén in de regio Andalusië met een oppervlakte van 57 km². Arroyo del Ojanco telt 2.354 inwoners (1 januari 2016).